# Stubla (gmina Bojnik)
Stubla (cyr. Стубла) – wieś w Serbii, w okręgu jablanickim, w gminie Bojnik. W 2011 roku liczyła 772 mieszkańców.